# Liste der Wiener Parks und Gartenanlagen/Alsergrund
Diese Liste umfasst jene Parks und Gartenanlagen, die sich im 9. Wiener Gemeindebezirk Alsergrund befinden und einen Namen tragen:
| Name                      | Bild | Standort                                                     | Jahr der Errichtung | Benannt nach                                                                              | Fläche in m² | Bauten                                                      | Kunstobjekte | Naturdenkmäler | Anmerkungen                                            |
| ------------------------- | ---- | ------------------------------------------------------------ | ------------------- | ----------------------------------------------------------------------------------------- | ------------ | ----------------------------------------------------------- | --- | -------------- | ------------------------------------------------------ |
| Arne-Karlsson-Park        |      | Ecke Spitalgasse / Währinger Straße Koordinaten              | 1932                | Arne Karlsson (1912–1947), Leitender Mitarbeiter der Kinderhilfsorganisation Rädda Barnen | 12.520       | Luftschutzbunker (1941), heute im Besitz des Bezirksmuseums | Denkmäler für Guido Holzknecht (Heu, 1932), Elsa Brandström (Jaksch, Ullmann, 19565), Wandbrunnen am Bunker (Petrucci, 1953)                                                                                                  |                | Bis ca. 2020 Arne-Carlsson-Park geschrieben            |
| Diana-Budislavljević-Park |      | Roßauer Lände Koordinaten                                    | 2014 (Benennung)    | Diana Budisavljević                                                                       | 13.320       |                                                             | |                | Als Aktiv-Park definiert                               |
| Erwin-Ringel-Park         |      | Schlickplatz Koordinaten                                     | 1902                | Erwin Ringel                                                                              | 4.850        |                                                             | |                |                                                        |
| Gabriele-Possanner-Park   |      | Zimmermannplatz Koordinaten                                  | 2004 Benennung      | Gabriele Possanner                                                                        | 1.100        |                                                             | Brunnenskulptur (Lombardi, 2008) |                |                                                        |
| Gerda-Matejka-Felden-Park |      | Lazarettgasse Koordinaten                                    |                     | Gerda Matejka-Felden                                                                      | 3.300        |                                                             | |                |                                                        |
| Heinz-Heger-Park          |      | Zimmermannplatz Koordinaten                                  | 2010 (Benennung)    | Heinz Heger                                                                               | 540          |                                                             | |                |                                                        |
| Helene-Deutsch-Park       |      | Pulverturmgasse Koordinaten                                  |                     | Helene Deutsch                                                                            | 3.500        |                                                             | |                |                                                        |
| Josef-Ludwig-Wolf-Park    |      | Augasse Koordinaten                                          | 1996 (Benennung)    | Josef Ludwig Wolf (1896–1960), Mundartdichter                                             | 1.500        |                                                             | |                |                                                        |
| Lichtentaler Park         |      | Lichtentaler Gasse Koordinaten                               | 1970 (Benennung)    | der ehemaligen Vorstadt Lichtental                                                        | 4.800        |                                                             | |                |                                                        |
| Liechtensteinpark         |      | Fürstengasse Koordinaten                                     | 1711                | dem Haus Liechtenstein                                                                    | 6.800        | Palais Liechtenstein                                        | Denkmal für Raffael (Hähnel, 1877), Brunnennymphe mit Putto (Zauner, 1785) |                | Palais unter Schutz Nur zum Teil öffentlich zugänglich |
| Ostarrichi-Park           |      | Otto-Wagner-Platz Koordinaten                                | 1925                | Ostarrichi                                                                                | 6.000        |                                                             | Gedenkstätte für die in der Shoah ermordeten Jüdischen Kinder, Frauen und Männer aus Österreich (2021) |                | Vorplatz des Nationalbank-Hauptgebäudes                |
| Sigmund-Freud-Park        |      | zwischen Universitätsstraße und Währinger Straße Koordinaten | 1870er Jahre        | Sigmund Freud                                                                             | 14.450       |                                                             | Gedenkstele für Freud (1985), „PanTisch“ (Denkmal des Dachverbandes der österreichisch-ausländischen Gesellschaften, 2004), Skulpturen Sterzinger, Carrara, Schlesischer (Moratti, 1988), Der zerbrochene Planet (Wolf, 1975) |                |                                                        |
| Viktor-Frankl-Park        |      | Mariannengasse Koordinaten                                   | 2012                | Viktor Frankl                                                                             | 3.000        |                                                             | |                |                                                        |
| Votivpark                 |      | Rooseveltplatz Koordinaten                                   | 1870er Jahre        | der Votivkirche                                                                           | 16.730       | Votivkirche (Ferstel, 1879)                                 | Denkmäler für Antonius von Padua (1990) und Antonio Vivaldi (2001) |                | Votivkirche unter Schutz                               |